# Rotura del depósito de aguas de Cabrerizas
La Rotura del depósito de aguas de Cabrerizas fue una catástrofe ocurrida el 17 de noviembre de 1997 en la ciudad española de Melilla.

## Antecedentes
Los depósitos generales de agua de Cabrerizas se habían construido en 1996 por Fomento de Construcciones y Contratas, y habían tenido desde entonces problemas de filtraciones. Eran una estructura prefabricada de hormigón, con paredes de 25 cm de grosor.

## Desarrollo
El 17 de noviembre de 1997 a las 11.45 de la mañana, mientras se llenaba una de sus secciones, el muro de hormigón cedió y permitió que sus 25.000 metros cúbicos almacenados saliesen de él en forma de una gran tromba de agua. Esta alcanzó gran altura, arrastrando trozos de hormigón del depósito y rocas, a los que se le sumaron los restos de las viviendas que se encontró por el camino. En el barranco del tiro Nacional arrasó el grupo de viviendas Averroes, que llevaba poco tiempo construido. Luego continuó por la calle General Margallo, alcanzando allí 4 metros y arrastrando cadáveres, a los que se le sumaron los coches que encontraba a su paso. Ya bastante reducida, pasó por La Avenida y la Plaza de España hasta desaguar por el Puerto de Melilla.

## Consecuencias
Causó 11 muertes, 28 heridos graves, y 1.000.000.000 de pesetas en daños, 6.000.000 en euros, en comercios, viviendas, vehículos y la reconstrucción del grupo Averroes. La  infanta Cristina y su esposo Iñaki Urdangarín viajaron a Melilla para homenajear a las víctimas.